# Рашково
Рашково е село в Западна България. То се намира в Община Ботевград, Софийска област.

## География
Село Рашково се намира в Северозападна България в планински район на Ботевградската община, Софийска област, на 21 km от общинския център и на 87 km от столицата София. Съгласно земеустрояването от 1965 година, площта на село Рашково е 31,217 декара. Разположено е в източното подножие на Ржана планина, която е част от Стара планина. Граничи с повечето села от Ботевградска община, с Лютидол и Игнатица, община Мездра. Селото е амфитеатрално разположено, с планински климат – то почти винаги е над мъглите, които се стелят в Ботевградската котловина. То има много махали заобикалящи го от всякъде – Плачковци, Чукара, Белчово, Габровница, Беловир, и т.н. Селото е на алтернативния път Ботевград – Мездра, който се ползва при проблеми с основния през Скравена – Новачене.

### Климат
Климатът спада към умерено-континенталния на предбалканския район. Землището през зимата е запазено от студените западни ветрове от билото на Ржана планина. Предпланинските хребети на Черния камък – Гола глава преграждат пътя на студените, северни ветрове.
Районът на селото е открит за южните топли ветрове, което допринася зимният период да не е много студен. През лятото близостта на Стара планина не позволява тук да се развиват горещини. Характерни са кратките и силни дъждове, придружени с гръмотевици.

### Население
| Рашково                                      | Рашково | Рашково | Рашково | Рашково | Рашково | Рашково | Рашково | Рашково | Рашково | Рашково | Рашково | Рашково | Рашково |
| -------------------------------------------- | ------- | ------- | ------- | ------- | ------- | ------- | ------- | ------- | ------- | ------- | ------- | ------- | ------- |
| Година                                       | 1934    | 1946    | 1956    | 1965    | 1975    | 1985    | 1992    | 2001    | 2011    | 2016    | 2022    |         |         |
| Население                                    | 1652    | 1507    | 1332    | 988     | 654     | 444     | 358     | 256     | 147     | 124     | 84      |         |         |
| Източници: Национален статистически институт |         |         |         |         |         |         |         |         |         |         |         |         |         |

## История
В района на селото има отбелязани 24 тракийски могили. Най-широко разпространената легенда за образуването на селището е за дядо Рашко, който заедно с петдесетина души от рода си се заселва в местността Душкова река. Това селище се разраства и след неговата смърт започва да се нарича Рашково. В османските тимарски данъчни регистри от 1479 г. и 1480 г. селото е записано с 42 домакинства и 5 вдовишки семейства. От първата половина на XVII век е запазена част от регистър на войнуци от Врачанско, Плевенско и други райони, сред които се срещат и от Рашково. В този период се забелязва преселнически процес към селото, причините за който са трудно доловими.
През 1856 г. за просвещението на населението е открито килийно училище, което до 1874 г. се помещава в частни къщи, когато заможни селяни построяват със собствени средства нова сграда.
В Освобождението на страната рашковци участват като опълченци в помощ на руските войски. В Балканската, Междусъюзническата и Първата световна война от селото загиват 42 души, а във Втората световна война – 9 души. Основно занятие за населението са земеделието, скотовъдството и дърводелството. За подпомагане на селските стопани са учредени две кооперации, които задоволяват манифактурните и бакалски потребности. През 1906 г. е основано Рашковско земеделско взаимоспомагателно дружество „Зора“, а в 1907 г. – Рашковска земеделска спестовно-заемателна каса „Напредък“.
В селото и махалите Габровица, Белчово и Равна има три основни училища, а през 1922 г. е открита и прогимназия. Същата година на 22 август при тържествено освещаване на църквата „Възнесение“ Рашково е посетено за пореден път от цар Борис III. При това му идване той дарява на основаното през 1919 г. читалище „Съзнание“ 100 тома литература. През октомври 1926 г. читалищни и просветни дейци създават Въздържателно дружество. Под негово давление и с решение на Общинския съвет пет години по-късно са затворени съществуващите в селото кръчми. От средата на 1920-те години се извършват инфраструктурни изменения. Направен е първият регулационен план и е утвърдена уличната и дворна мрежа. Коригирани са пътищата. В този период е извършено и водоснабдяване. В 1932 г. Рашково има 280 домакинства, които обработват 2178 декара обща земя и отглеждат 776 глави едър рогат добитък. Подобрение в икономическото състояние на населението се наблюдава след 1936 г., когато две софийски предприятия започват работа по разкриване на каменни кариери.
От 1940 г. функционира медицинска служба с лекар и акушерка. Няколко години по-късно започва процедура по електрифицирането на селото. През 1945 г. е създадено културно-просветно дружество „Пладнище“.

## Културни и природни забележителности
В землището на с. Рашково е обявена Защитена територия „Романия“ с цел опазване на територия с характерен ландшафт, резултат на хармонично съжителство на човека и природата.
В село Рашково са снимани основните сцени на филма „Неочаквана ваканция“.

## Редовни събития
- Всяка година в съботата след Спасовден се чества празник на селото, като се почитат загиналите воини от Рашково във войните.
- На 21 май (Свети Свети Константин и Елена) се прави оброк в махала Белчово
- На 20 юли (Свети Илия) се прави в параклиса в подножието на Лалкова чукла и в махала Белчово.
- На 27 юли (Свети Панталеймон) се прави оброк в местността Виновград, на който се събират много хора.

## Други

### Кухня
Характерни само за това село са били козята пастърма и пълнено агне с лук сорт „Чеперко“ – среден между червен лук и чесън.

## Личности
Евлоги Бужашки (1927), професор по история
- Веселин Павлов (1949), български политик от БКП.
- Кирил Мишев (1918), член-кореспондент на БАН, географ-геоморфолог.